# Erysiphe coluteae
Erysiphe coluteae är en svampart som först beskrevs av Vladimir Leontjevitj Komarov 1869–1945, och fick sitt nu gällande namn av U. Braun & S. Takam. 2000. Erysiphe coluteae ingår i släktet Erysiphe och familjen Erysiphaceae.   Inga underarter finns listade i Catalogue of Life.